# Saint-Vitte
Saint-Vitte – miejscowość i gmina we Francji, w Regionie Centralnym, w departamencie Cher.
Według danych na rok 1990 gminę zamieszkiwało 138 osób, a gęstość zaludnienia wynosiła 8 osób/km² (wśród 1842 gmin Centre, Saint-Vitte plasuje się na 999. miejscu pod względem liczby ludności, natomiast pod względem powierzchni na miejscu 779.).